# Detlef Schmidt (Schwimmer)
Detlef Schmidt (* 7. Oktober 1959) ist ein ehemaliger deutscher Schwimmer. Er nahm an den Sommer-Paralympics 1992, 1996 und 2000 teil.

## Leben
Schmidt ist am linken Oberschenkel amputiert und trat für den Magdeburger Verein für Sporttherapie und Behindertensport 1980 (VSB 1980) an. Er schwamm Freistil über 100 und 400 Meter, 100 Meter Brust, 100 Meter Rücken und 200 Meter Lagen. Bei den Paralympics 1992 in Barcelona gewann er Gold mit der 100-Meter-Lagenstaffel und Silber in 100 Meter Rücken. Auch 1996 in Atlanta war er erfolgreich. Er holte in der Besetzung mit Holger Wölk, Geert Jährig und Jochen Hahnengress erneut Gold mit der 4-mal-100-Meter-Lagenstaffel und diesmal auch mit der 100-Meter-Freistilstaffel. In der Disziplin 100 Meter Rücken gewann er Bronze. Bei der Weltmeisterschaft 1998 gewann er Silber über 100 Meter Rücken.

## Auszeichnungen
2001 trug sich Schmidt in das Goldene Buch der Stadt Magdeburg ein.